# 東遊玩子
東遊玩子數位科技（Gameastor Digital Entertainment Co., Ltd.），簡稱東遊玩子，是台灣的一家網路遊戲公司，於2000年8月19日由台灣電信集團成立，原是該集團的成員，當時同集團中的台灣固網及台灣大哥大提供台灣易吉網產品通路與平台。後因該集團處分其持股，遊戲橘子數位科技於2004年3月宣佈取得台灣易吉網65%股權，並接手其營運，而台灣固網及台灣大哥大不再提供台灣易吉網產品與平台。這項交易的金額超過2.5億新台幣（約7百萬美元；5460萬港元），創台灣遊戲業界新紀錄。
東遊玩子數位科技後經遊戲橘子股東會決議解散，並已於2015年第一季清算完結。

## 沿革
- 2000年第2季，台灣電信集團成立「台灣易吉網股份有限公司籌備處」。
- 2000年8月19日，台灣電信集團正式成立「台灣易吉網股份有限公司」，資本額為新台幣5千萬元，是台灣固網的子公司。
- 2001年第1季，台灣易吉網第一款網路遊戲《永遠的亞瑟王》（Last Kingdom 3）開始營運。
- 2001年第4季，台灣易吉網與台灣各家唱片公司合作的行動電話鈴聲下載服務開始營運。
- 2004年3月，台灣易吉網成為遊戲橘子數位科技的子公司。[1]
- 2010年9月3日，台灣易吉網正式改名為東遊玩子Gameastor。[3]
- 2014年8月1日，經遊戲橘子股東會決議解散，並已於2015年第一季清算完結。[2]

## 代理運營遊戲
※下表以原產地分類

### 南韓
- 永恆冒險－(原以3小俠現已改名永恆冒險)由南韓KOG Studios開發，2006年3月3日開始代理運營，據稱遊戲已擁有40萬名會員。
- 艾爾之光－由南韓KOG Studios開發，於2009年10月23日展開封閉測試，於同年11月18日開始公開測試。

### 中國大陸
- 尋仙online
- 口袋西遊-由大陸完美時空開發的口袋西遊Online
- 決戰！真三國-由大陸完美時空開發的赤壁Online
- 愛舞炫(現已是愛舞炫2時尚派對)-由大陸完美時空開發的熱舞派對，現已是熱舞派對2
- 龍online
- 夢幻誅仙Online
- QQ三國
- 熱舞Online超級舞者－由中國大陸代理商久遊網開發，目前是唯一支援跳舞墊的遊戲，2006/12/07~2006/12/21展開封閉測試（封測），於2007年2月公開測試（公測）。
- 神魔Online-由原廠完美時空的神魔大陸Online。
- 聖鬥士星矢online

## 未來產品

### 中國大陸
- 名將三國Online[3]

### 台灣
- 劍雨Online由遊戲橘子旗下飛魚數位開發[3]

## 過往經營遊戲
- 永遠的亞瑟王－於2001年開始營運，現已停止運營。
- 聖戰於2003年開始營運，現在已經轉由依斯楚營運。
- 希望Online－原由南韓YNK開發，易吉網於2004年開始代理運營，並同時擁有香港及澳門的代理運營權。因為雙方授權合約已於2007年6月8日到期，2007年6月10日改由YNK的子公司網尹科技（YNK Taiwan）運營，並改為免費制。
- 天關戰記-於2008年開始營運，現已2010年2月24日正式停止營運
- R2－由南韓NHN Games邀請《神話》製作人金大一及其開發團隊開發，2007年開始代理運營，因合約到期，於2009年停止營運，(現已轉讓給網禪科技營運)
- N-age－由南韓eSofnet開發，2002年開始代理運營，2006年7月5日改由免費運營，因N-age後續的開發已經面臨了瓶頸，《N-age》本身的架構無法承受過多新的改變，持續更新的頻率與玩家遊戲的速度已出現距離。上市之初領先全國的遊戲畫面與內容，現已無法滿足玩家的胃口，為了在所有玩家心中留下最後的美好身影，台灣易吉網在慎重考量之下，決定在2010年3月1日(一)中午12:00正式終止服務。
- 魔神爭霸Online（原名天機Online或墨攻Online）-於2007年正式營運，因合約到期而在2009年停止營運。
- 舞嘻哈

## 外部連結
- 東遊玩子 （页面存档备份，存于）